# Cop Craft: Dragnet Mirage Reloaded
Cop Craft: Dragnet Mirage Reloaded (コップクラフト DRAGNET MIRAGE RELOADED, Koppukurafuto DRAGNET MIRAGE RELOADED) est une série de light novel écrite par Shōji Gatō, connu pour être l'auteur des séries Full Metal Panic! et Amagi Brilliant Park, et illustrée par Range Murata. Elle est éditée par Shōgakukan depuis novembre 2009 et comporte six volumes. Une adaptation en série télévisée d'animation, réalisée par le studio Millepensee, est diffusée au Japon sous le simple nom de Cop Craft (コップクラフト, Koppukurafuto), entre le 9 juillet et le 1er octobre 2019.

## Synopsis
Il y a 15 ans, un mystérieux portail d'hyperespace est apparu au-dessus de l'océan Pacifique dans notre monde. Les elfes, les fées et d'autres créatures fantastiques issus de l'autre côté de ce portail l'ont franchi et ont établi des relations diplomatiques avec la Terre. À l'heure actuelle, l'île de Caliaena et sa ville principale, San Teresa, territoire des États-Unis, constituent « la porte d'entrée » de la Terre pour le monde magique et plus de deux millions de non-humains cohabitent avec les locaux humains. Il en résulte à la fois une croissance prospère pour l'île et un réseau sordide de criminels qui cherchent à en tirer parti dans l'ombre. La police métropolitaine de San Teresa est créée pour maintenir l'ordre dans la ville entre ces deux forces.
Après une saisie de drogue se passant terriblement mal, le sergent-détective Kei Matoba perd à la fois la fée vendue comme catalyseur de la nouvelle drogue et son partenaire de quatre ans dans la police métropolitaine face à un attaquant semanien. Malgré son attitude envers le peuple sémanien, qu'il qualifie dérisoirement d'« aliens », Matoba est contraint de s'associer à une chevaleresse sémanienne pour retrouver la fée perdue dans le trafic de drogue, car ils la considèrent comme une importante citoyenne sémanienne. À partir de là, Matoba apprend lentement à accepter le peuple sémanien, tandis que le chevalier s'habitue lentement à la Terre et à ses coutumes.

## Personnages
Kei Matoba (ケイ・マトバ, Matoba Kei)
Voix japonaise : Kenjiro Tsuda
Tirana Exedirika (ティラナ・エクセディリカ, Tirana Ekusedirika)
Voix japonaise : Mayu Yoshioka
Cecil Epps (セシル・エップス, Seshiru Eppisu)
Voix japonaise : Fumiko Orikasa
Jack Roth (ジャック・ロス, Jakku Rosu)
Voix japonaise : Kenji Hamada
Tony McBee (トニー・マクビー, Tonī Makubī)
Voix japonaise : Ryousuke Takahashi
Jamie Austin (ジェミー・オースティン, Jemī Ōsutin)
Voix japonaise : Mai Nakahara
Cameron Estefan (キャメロン・エステファン, Kyameron Esutefan)
Voix japonaise : Marina Inoue
Alexander Godunov (アレクサンドル・ゴドノフ, Arekusandoru Godonofu)
Voix japonaise : Satoshi Tsuruoka
Biz O'Neill (ビズ・オニール, Bizu Onīru)
Voix japonaise : Wataru Takagi
Zelada (ゼラーダ, Zerāda)
Voix japonaise : Hōchū Ōtsuka
Kenny (ケニー, Kenī)
Voix japonaise : Volcano Ōta

## Light novel

### Liste des volumes
| no | Japonais         | Japonais          |
| no | Date de sortie   | ISBN              |
| -- | ---------------- | ----------------- |
| 1  | 18 novembre 2009 | 978-4-09-451172-7 |
| 2  | 18 juin 2010     | 978-4-09-451209-0 |
| 3  | 18 janvier 2011  | 978-4-09-451245-8 |
| 4  | 18 mars 2014     | 978-4-09-451471-1 |
| 5  | 18 juin 2015     | 978-4-09-451544-2 |
| 6  | 18 octobre 2016  | 978-4-09-451630-2 |

## Anime
Une adaptation en série d'animation est annoncée au mois de décembre 2018 ; elle est assurée par le studio Millepensee et diffusée pour la première fois entre le 9 juillet et le 1er octobre 2019 sur les chaînes Tokyo MX et BS11 au Japon. La réalisation des épisodes est confiée à Shin Itagaki sur un scénario fournit par l'auteur de l'œuvre Shōji Gatō, tandis que le character design est confié à Hiromi Kimura. La série est disponible en simulcast dans les pays francophones sur Wakanim.
Le générique d'ouverture, Rakuen toshi (楽園都市), est chantée par Masayoshi Ōishi (ja), tandis que le générique de fin, Connected, est interprété par Mayu Yoshioka (ja), la seiyū prêtant sa voix au personnage de Tirana Exedirika.

### Liste des épisodes
| No                                 | Titre en français                                                             | Titre original                                                                                           | Date de 1re diffusion |
| ---------------------------------- | ----------------------------------------------------------------------------- | --- | --------------------- |
| 1                                  | Cop Show, Witch Craft                                                         | COP SHOW, WITCH CRAFT                                                                                    | 9 juillet 2019        |
| 2                                  | Dragnet Mirage                                                                | DRAGNET MIRAGE                                                                                           | 16 juillet 2019       |
| 3                                  | Midnight Train                                                                | MIDNIGHT TRAIN                                                                                           | 23 juillet 2019       |
| 4                                  | In The Air Tonight                                                            | IN THE AIR TONIGHT                                                                                       | 30 juillet 2019       |
| 5                                  | Lonesome Vampire                                                              | LONESOME VAMPIRE                                                                                         | 6 août 2019           |
| 6                                  | Need For Speed                                                                | NEED FOR SPEED                                                                                           | 13 août 2019          |
| 7                                  | Girls On Ice                                                                  | GIRLS ON ICE                                                                                             | 20 août 2019          |
| 8                                  | Smells Like Toon Spirits                                                      | SMELLS LIKE TOON SPIRITS                                                                                 | 27 août 2019          |
| 9                                  | A King Maker                                                                  | A KING MAKER                                                                                             | 3 septembre 2019      |
| 9.5                                | Épisode Spécial : La Belle Chevaleresse ! À la poursuite de la fée capturée ! | 特別編:美しき女騎士！とらわれの妖精を追え！ Tokubetsu-hen: Utsukushiki jo kishi! Toraware no yōsei o oe! | 10 septembre 2019     |
| Récapitulation des épisodes 1 à 4. |                                                                               | |                       |
| 10                                 | Cock Robin, John Doe                                                          | COCK ROBIN, JOHN DOE                                                                                     | 17 septembre 2019     |
| 11                                 | Transitional Crises                                                           | TRANSITIONAL CRISES                                                                                      | 24 septembre 2019     |
| 12                                 | Two Worlds, Two Justices                                                      | TWO WORLDS,TWO JUSTICES                                                                                  | 1er octobre 2019      |

### Annotations
1. ↑  La série est programmée pour la nuit du 8 juillet 2019 à 24 h, soit le 9 juillet à 0 h JST.

### Sources
1. ↑  (en) Egan Loo, « Cop Craft Light Novel by Full Metal Panic's Shoji Gatoh Gets 2019 TV Anime », sur animenewsnetwork.com, 29 décembre 2018 (consulté le 13 juillet 2019)
2. ↑  (en) Egan Loo, « Cop Craft TV Anime Unveils Cast, Staff, Summer Premiere », sur animenewsnetwork.com, 6 mars 2019 (consulté le 13 juillet 2019)
3. ↑  « Wakanim nous présente ses animes de l'été 2019 », sur nautiljon.com, 28 juin 2019 (consulté le 13 juillet 2019)
4. ↑  (en) Jennifer Sherman, « Cop Craft Anime's 2nd Promo Video Previews Opening Song », sur animenewsnetwork.com, 18 juin 2019 (consulté le 13 juillet 2019)

Édition originale
1. 1 2  (ja) « Tome 1 », sur Shōgakukan
2. 1 2  (ja) « Tome 2 », sur Shōgakukan
3. 1 2  (ja) « Tome 3 », sur Shōgakukan
4. 1 2  (ja) « Tome 4 », sur Shōgakukan
5. 1 2  (ja) « Tome 5 », sur Shōgakukan
6. 1 2  (ja) « Tome 6 », sur Shōgakukan